# ویرتوسا
ویرتوسا (انگلیسی: Virtusa) شرکت فناوری اطلاعات آمریکایی است، که در سال ۱۹۹۶ تأسیس شد.